# Notommata pseudocerberus
Notommata pseudocerberus is een raderdiertjessoort uit de familie Notommatidae. De wetenschappelijke naam van deze soort is voor het eerst geldig gepubliceerd in 1908 door Beauchamp.